# 1672
Năm 1672 (Số La Mã:MDCLXXII) là một năm nhuận bắt đầu từ ngày thứ Sáu (liên kết sẽ hiển thị đầy đủ lịch) trong lịch Gregory (hoặc một năm nhuận bắt đầu từ ngày thứ hai của lịch Julius chậm hơn 10 ngày).

## Sự kiện
- Giao tranh lớn lần thứ 7 của Trịnh - Nguyễn phân tranh: Chúa Trịnh Tạc rút quân. Hai họ Trịnh - Nguyễn lấy sông Gianh ranh giới chia nước Đại Việt thành  Đàng Ngoài và Đàng Trong.